# 鈴木隆 (投手)
鈴木 隆（すずき たかし、1933年9月22日 - 2024年5月31日）は、福島県田村郡三春町出身のプロ野球選手（投手）・コーチ、解説者。

## 経歴
田村高卒業後、中央大学に進学。投手と外野手の2役をこなし、東都大学野球リーグでは1953年春季に優勝を飾る。同年の大学日本選手権は決勝で立大に敗れて準優勝。大学同期に伊藤芳明、穴吹義雄がいた。
大学卒業後、社会人野球の川崎トキコに入団。チームメイトに久保吾一（国鉄）がいた。社会人時代から評判の左腕で、1956年から日本コロムビアの補強選手として都市対抗に2年連続出場。
1957年秋にデトロイトで行われた第3回アマチュア世界野球大会に日本代表として参加し、4試合連続リリーフで優勝に導くとともに大会MVPを獲得。メジャー球団のスカウトからも注目を浴びるほどだった。帰国後は多くの球団からスカウトされ、巨人がもっとも熱心で鈴木自身も入団に前向きだったが、それを翻して1958年に大洋ホエールズへ入団。その理由について、「12球団からスカウトが来たが、中部謙吉オーナーの『大洋は今は一番弱い。しかし、巨人に勝てるチームにしたいんだ』の言葉で入団を決意した。強い者に勝つというオーナーの心意気が気に入った」とNHKのテレビ番組『ドキュメントスポーツ大陸・よみがえる熱球プロ野球70年、第3集・三原魔術』で語っている。
シャイで職人肌の反面マウンドでは非常に気性が荒く、キレの良い球で内角をグイグイ突くピッチングで、1年目の1958年から主戦投手として活躍。2試合目の登板である4月8日の巨人戦で、プロ初勝利を初完投・初完封で飾る。同年は秋山登に次ぐ58試合に登板し15勝、防御率2.72（リーグ8位）の成績を挙げた。また同年からオールスターゲームにも3年連続出場を果たす。
1959年には12勝を挙げた。
1960年からは三原脩監督の意向により先発からリリーフに転向。当初は「先発完投こそ投手」と転向に対して不満を持っていたが、次第に三原野球における自身の役割を理解し、最終的にはやりがいを感じるようになる。6月1日の巨人戦では、王貞治から始まり8者連続奪三振のセ・リーグ記録を達成した。シーズンの成績は5勝11敗だったが、大洋は6年連続最下位からチーム初のリーグ優勝を果たす。毎日大映オリオンズとの日本シリーズでは第1戦に先発するが、1回にいきなり1安打1四球を与え秋山登に交代。第3戦にも先発し今度は4回まで無失点に抑える。5回に柳田利夫に2点本塁打を喫し降板するが、チームの4連勝に貢献、日本シリーズ初優勝に力を添えた。
1964年にはリーグ最多の70試合に登板。
1966年に東京オリオンズへ移籍。
1968年には大洋に復帰したが、勝ち星を挙げる事が出来ず同年限りで現役を引退。
引退後は、大洋で一軍投手コーチ（1969年 - 1970年）、二軍投手コーチ（1971年 - 1972年・1975年 - 1976年・1985年）、二軍チーフコーチ（1973年）、二軍監督（1974年）、二軍チーフ兼投手コーチ（1986年）、スカウト（1987年 - 1993年）を務めた。その間、1971年には球界を震撼させた黒い霧事件で謹慎処分を受けた。
1977年から1984年まではニッポン放送とテレビ神奈川で解説者として活動。
1987年からはスカウト兼任で再びtvk解説者に就任し（1991年までは、大洋戦の他に、同じく神奈川県本拠地としていたロッテオリオンズ戦も担当）、1994年からは専任となる。
2005年勇退。また、ホエールズのOB会副会長（当時の会長は秋山登）も歴任した。
2024年5月31日に老衰のため死去。90歳没。

## 人物
三原が投手交代のためマウンドに来ると、ボールを渡さず逃げ回り、三原を苦笑させた。鈴木のジョークであったが、対戦相手には内輪揉めしているように見えたという。
中央大時代に早稲田実業高校とよく練習試合をしていて癖を知っていたこともあり、王貞治に強かった。上記8連続奪三振も8人目は王だった。また、鈴木が登板している試合で初回にチャンスを迎えた時に第1打席から代打を送られたり、王が22年の選手生活で唯一のスクイズバントをしたのも鈴木相手である（1960年7月15日）。1962年7月1日の対大洋戦で王が一本足打法を試合で使う決心をするきっかけも、前日鈴木に抑え込まれた事だった。一本足打法によって王は大ブレイクを遂げ、鈴木もこの年初めて王に本塁打を許した。また、1964年9月6日の対巨人戦で南海の野村克也が持っていたシーズン本塁打記録に並ぶ第52号を許した（ちなみに新記録の53号は同じ試合で峰国安、2013年にウラディミール・バレンティンに更新されるまでのシーズン記録55号は佐々木吉郎と、いずれも大洋の同僚が打たれている）。しかしながら、それでも鈴木が移籍するまでの4シーズンで王に許した本塁打はわずか6本、通算対戦成績は85打数21安打22三振で、対戦打率は.247、安打より三振がわずかに上回っており、王に対し、好相性であった。
TVKの解説時代は大洋の低迷期であり、同時期に解説を務めていた穏やかな秋山登とは対照的に中継ではチーム状況や選手のプレーに度々苦言を呈したり、喝を入れるような厳しい話しぶりが名物であった。

## 詳細情報

### 年度別投手成績
| 年 度      | 球 団      | 登 板 | 先 発 | 完 投 | 完 封 | 無 四 球 | 勝 利 | 敗 戦 | セ 丨 ブ | ホ 丨 ル ド | 勝 率 | 打 者 | 投 球 回 | 被 安 打 | 被 本 塁 打 | 与 四 球 | 敬 遠 | 与 死 球 | 奪 三 振 | 暴 投 | ボ 丨 ク | 失 点 | 自 責 点 | 防 御 率 | W H I P |
| ---------- | ---------- | ----- | ----- | ----- | ----- | -------- | ----- | ----- | -------- | ----------- | ----- | ----- | -------- | -------- | ----------- | -------- | ----- | -------- | -------- | ----- | -------- | ----- | -------- | -------- | ------- |
| 1958       | 大洋       | 58    | 29    | 12    | 3     | 0        | 15    | 18    | --       | --          | .455  | 1081  | 260.1    | 234      | 24          | 81       | 8     | 8        | 197      | 0     | 1        | 94    | 79       | 2.73     | 1.21    |
| 1959       | 大洋       | 49    | 31    | 10    | 3     | 0        | 12    | 16    | --       | --          | .429  | 1075  | 260.1    | 228      | 24          | 90       | 0     | 6        | 157      | 5     | 0        | 102   | 93       | 3.22     | 1.22    |
| 1960       | 大洋       | 46    | 18    | 1     | 1     | 0        | 5     | 11    | --       | --          | .313  | 662   | 160.1    | 141      | 14          | 53       | 7     | 2        | 112      | 4     | 0        | 57    | 52       | 2.92     | 1.21    |
| 1961       | 大洋       | 51    | 35    | 4     | 0     | 2        | 8     | 13    | --       | --          | .381  | 816   | 190.0    | 193      | 17          | 73       | 5     | 6        | 112      | 2     | 0        | 88    | 71       | 3.36     | 1.40    |
| 1962       | 大洋       | 56    | 31    | 7     | 5     | 1        | 14    | 8     | --       | --          | .636  | 769   | 191.1    | 151      | 14          | 45       | 1     | 9        | 157      | 0     | 0        | 69    | 54       | 2.54     | 1.02    |
| 1963       | 大洋       | 59    | 29    | 0     | 0     | 0        | 8     | 17    | --       | --          | .320  | 901   | 213.1    | 203      | 12          | 80       | 2     | 8        | 116      | 2     | 0        | 94    | 80       | 3.38     | 1.33    |
| 1964       | 大洋       | 70    | 15    | 0     | 0     | 0        | 9     | 8     | --       | --          | .529  | 627   | 151.0    | 147      | 11          | 47       | 4     | 2        | 61       | 0     | 0        | 59    | 54       | 3.22     | 1.28    |
| 1965       | 大洋       | 38    | 1     | 0     | 0     | 0        | 4     | 2     | --       | --          | .667  | 196   | 48.0     | 43       | 4           | 20       | 1     | 2        | 32       | 0     | 0        | 13    | 13       | 2.44     | 1.31    |
| 1966       | 東京       | 35    | 14    | 0     | 0     | 0        | 2     | 6     | --       | --          | .250  | 390   | 83.2     | 93       | 17          | 39       | 6     | 9        | 61       | 0     | 0        | 50    | 42       | 4.52     | 1.58    |
| 1967       | 東京       | 41    | 4     | 0     | 0     | 0        | 4     | 2     | --       | --          | .667  | 233   | 52.2     | 56       | 9           | 20       | 3     | 5        | 34       | 1     | 0        | 29    | 28       | 4.78     | 1.44    |
| 1968       | 大洋       | 16    | 1     | 0     | 0     | 0        | 0     | 1     | --       | --          | .000  | 68    | 14.2     | 18       | 3           | 7        | 0     | 3        | 10       | 0     | 0        | 15    | 13       | 7.98     | 1.70    |
| 通算：11年 | 通算：11年 | 519   | 208   | 34    | 12    | 3        | 81    | 102   | --       | --          | .443  | 6818  | 1625.2   | 1507     | 149         | 555      | 37    | 60       | 1049     | 14    | 1        | 670   | 579      | 3.21     | 1.27    |

- 各年度の太字はリーグ最高

### 記録
- 初登板：1958年4月6日、対大阪タイガース2回戦（川崎球場）、5回表1死から2番手で救援登板・完了、4回2/3を4失点（自責点0）で敗戦投手
- 初安打：同上、大崎三男から単打
- 初先発登板・初勝利・初完投・初完封：1958年4月8日、対読売ジャイアンツ1回戦（後楽園球場）
- 初本塁打：1960年4月26日、対読売ジャイアンツ1回戦（石川県営兼六園野球場）、5回裏に義原武敏からソロ
- 1試合8者連続奪三振：1960年6月1日、対読売ジャイアンツ6回戦（川崎球場） ※セ・リーグ記録
- オールスターゲーム出場：3回 （1958年 - 1960年）

### 背番号
- 16 （1958年 - 1968年）
- 61 （1969年 - 1976年）
- 71 （1985年 - 1986年）

## 関連情報

### 出演番組
- ニッポン放送ショウアップナイター
- tvkプロ野球中継 横浜DeNAベイスターズ熱烈LIVE